# Kamienica przy Rynku 10-10a w Tarnowskich Górach
Kamienica przy Rynku 10-10a w Tarnowskich Górach – zabytkowa (figurująca w gminnej ewidencji zabytków ) kamienica wybudowana najprawdopodobniej w latach 70. XIX wieku, znajdująca się pod numerem 10–10a przy Rynku w Tarnowskich Górach (róg ul. Strzeleckiej i Tylnej).

## Historia

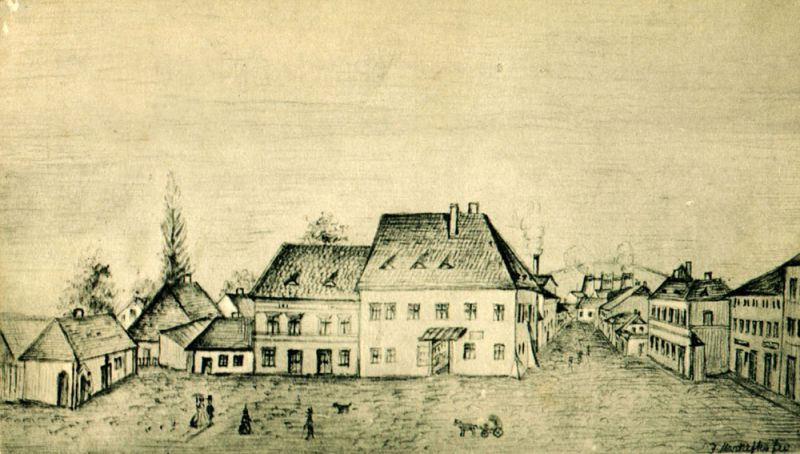
Wschodnia pierzeja tarnogórskiego rynku na rysunku Markewki z lat 60. XIX wieku. Odwach widoczny jako pierwszy budynek z lewej

Na pochodzącym z 1797 roku najstarszym zachowanym planie śródmieścia Tarnowskich Gór w miejscu współczesnego budynku pod numerem 10 i 10a u zbiegu Rynku i ul. Strzeleckiej widoczny jest niewielki budynek policyjnego odwachu (niem. Haupt-Wache). Na kolejnych planach, z 1805 i 1807 roku, za wartownią widoczne są budynki mieszczące remizę strażacką z sikawką oraz dom wartownika.
Według katastru z 1843 roku odwach był małym, parterowym budynkiem wzniesionym z cegły, krytym gontem, wielkości 11,3 × 10 m. Drewniana remiza na sikawkę była bardziej obszerna (22 × 7,2 m), a z 1859 roku pochodzi niezrealizowany projekt jej rozbudowy autorstwa Constantina von Koschützkiego. W 1867 roku wozy strażackie przeniesione zostały do nowej remizy przy obecnej ul. Wajdy 1.
W 1807 roku wachmistrz i rymarz Edmund (Erdmann) Corvin na wschód od odwachu wybudował niewielki parterowy dom, którego kolejnym właścicielem był August Corvin. W latach 60. XIX wieku budynek był własnością Leopolda Joschta, który prowadził w nim oberżę.
Nie są znane projektant oraz dokładna data wzniesienia kamienicy w obecnym kształcie, gdyż w miejskich aktach budowlanych nie zachowała się żadna dokumentacja na ten temat. Na podstawie planów miasta wiadomo jednak, że budynek został wybudowany nie później niż w 1880 roku. W latach 1909 i 1911 oraz w okresie dwudziestolecia międzywojennego jako właściciel budynku wymieniany jest Josef Joscht (Józef Joszt), kupiec i właściciel składu mąki, syn Leopolda.
Po II wojnie światowej na parterze kamienicy przez wiele lat działał sklep ogrodniczy, w latach 2011–2013 klubokawiarnia, a w latach 2013–2021 – restauracja. W październiku 2022 roku miasto sprzedało kamienicę osobom prywatnym. W latach 2023–2024 przeprowadzono remont budynku, po którym otwarto w kamienicy restaurację 4 Pory Dnia. 

## Architektura
Budynek wzniesiony na planie prostokąta w stylu historyzmu, dwukondygnacyjny, kryty mansardowym dachem. Elewacja kamienicy od strony Rynku (południowa) jest czteroosiowa, a od strony ul. Strzeleckiej (zachodnia) – siedmioosiowa. Okna budynku są prostokątne z wyjątkiem zakończonych łukiem półkolistym okien na piętrze od strony Rynku oraz blend w skrajnych osiach elewacji zachodniej.

## Galeria

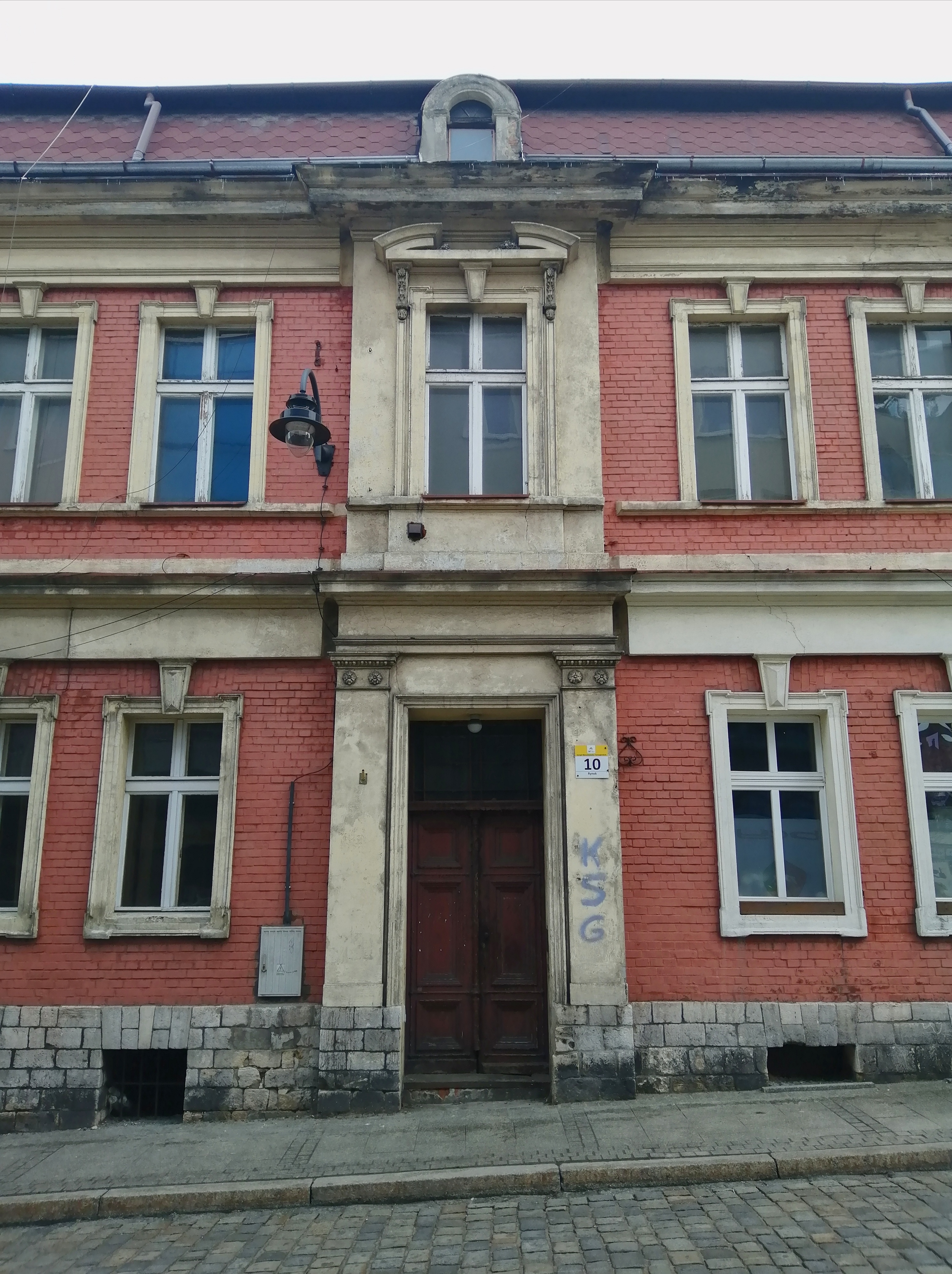
Wejście od strony ul. Strzeleckiej (2021)
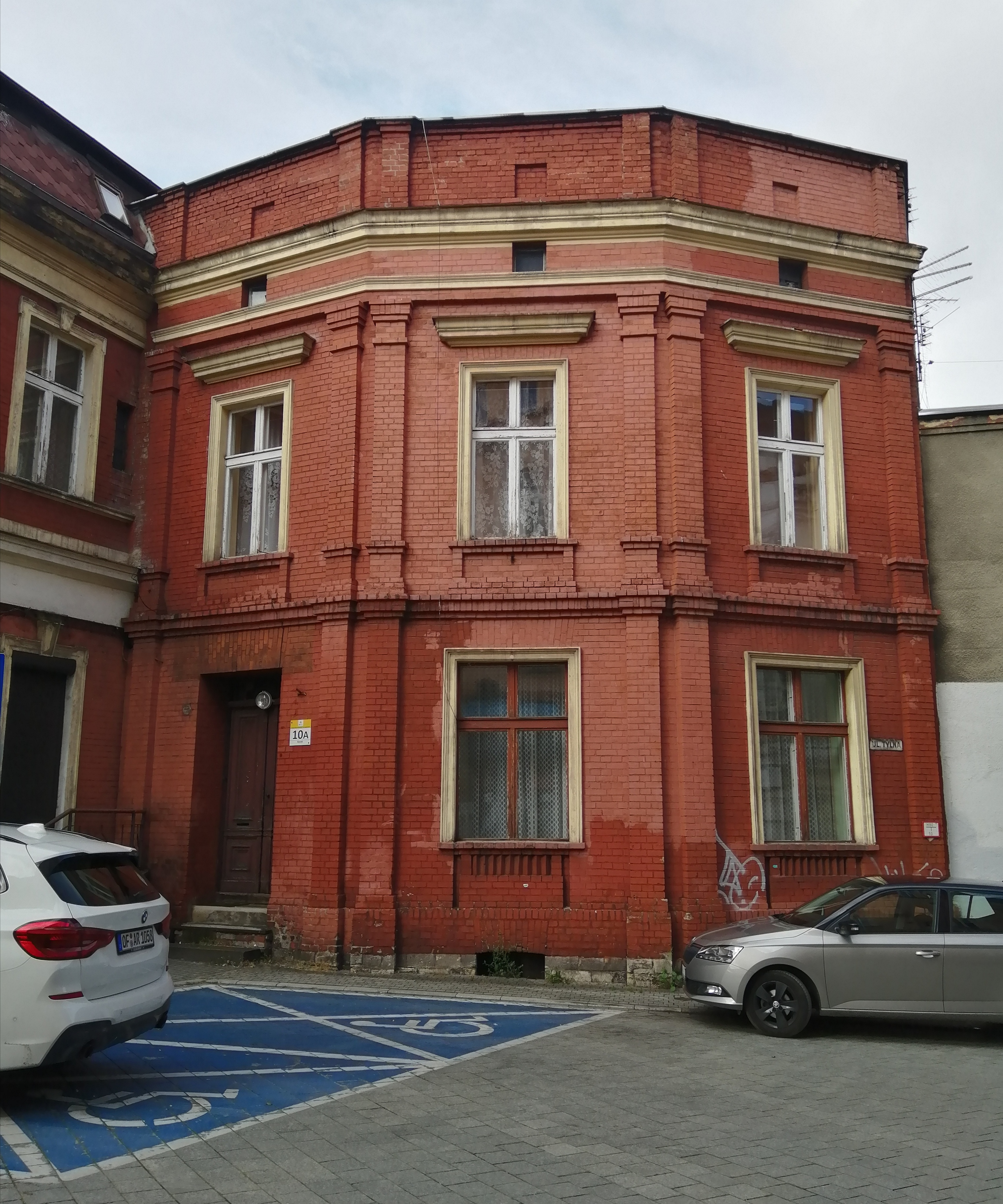
Wejście od strony ul. Tylnej (2020)
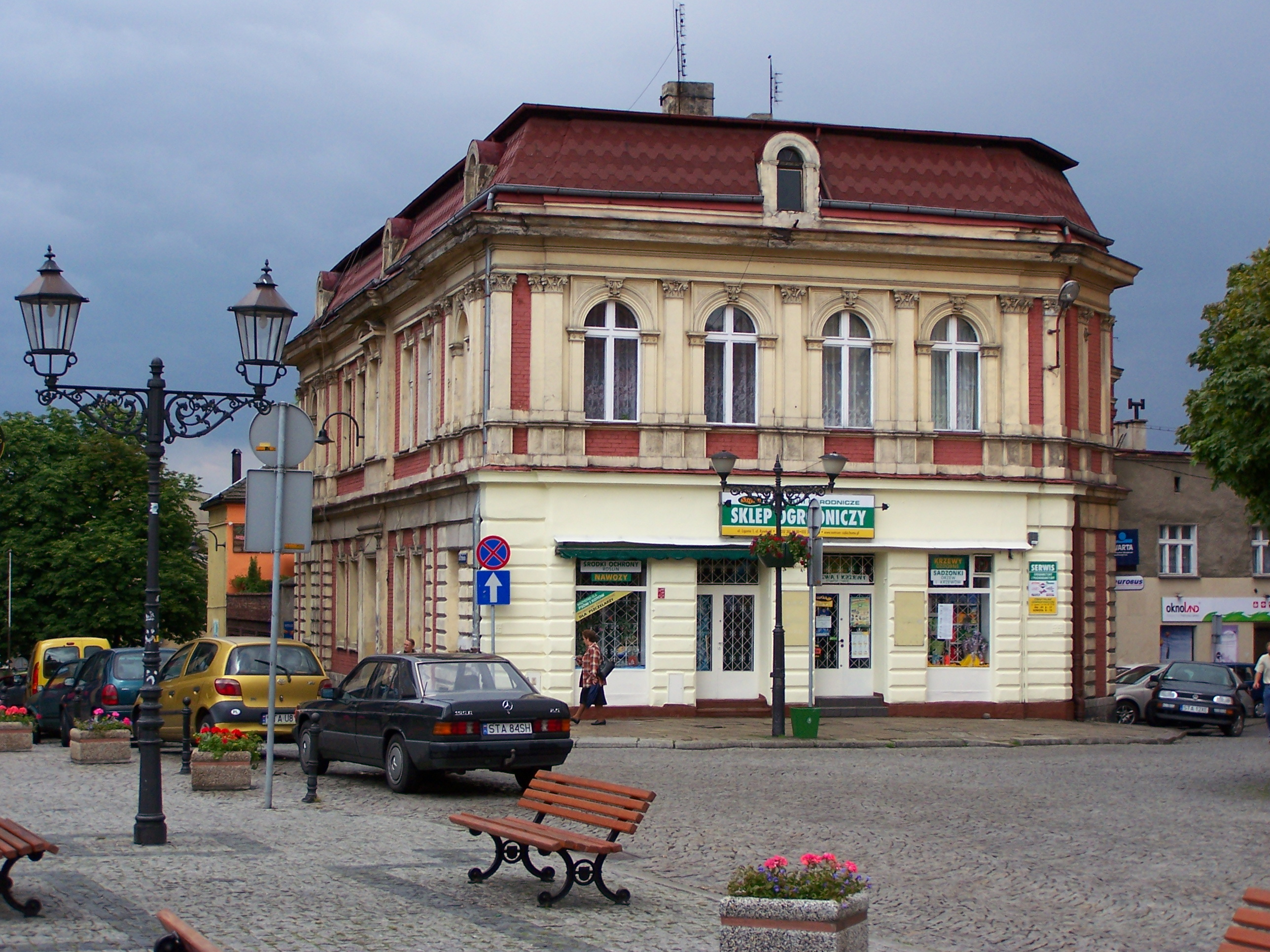
Kamienica w 2007 roku
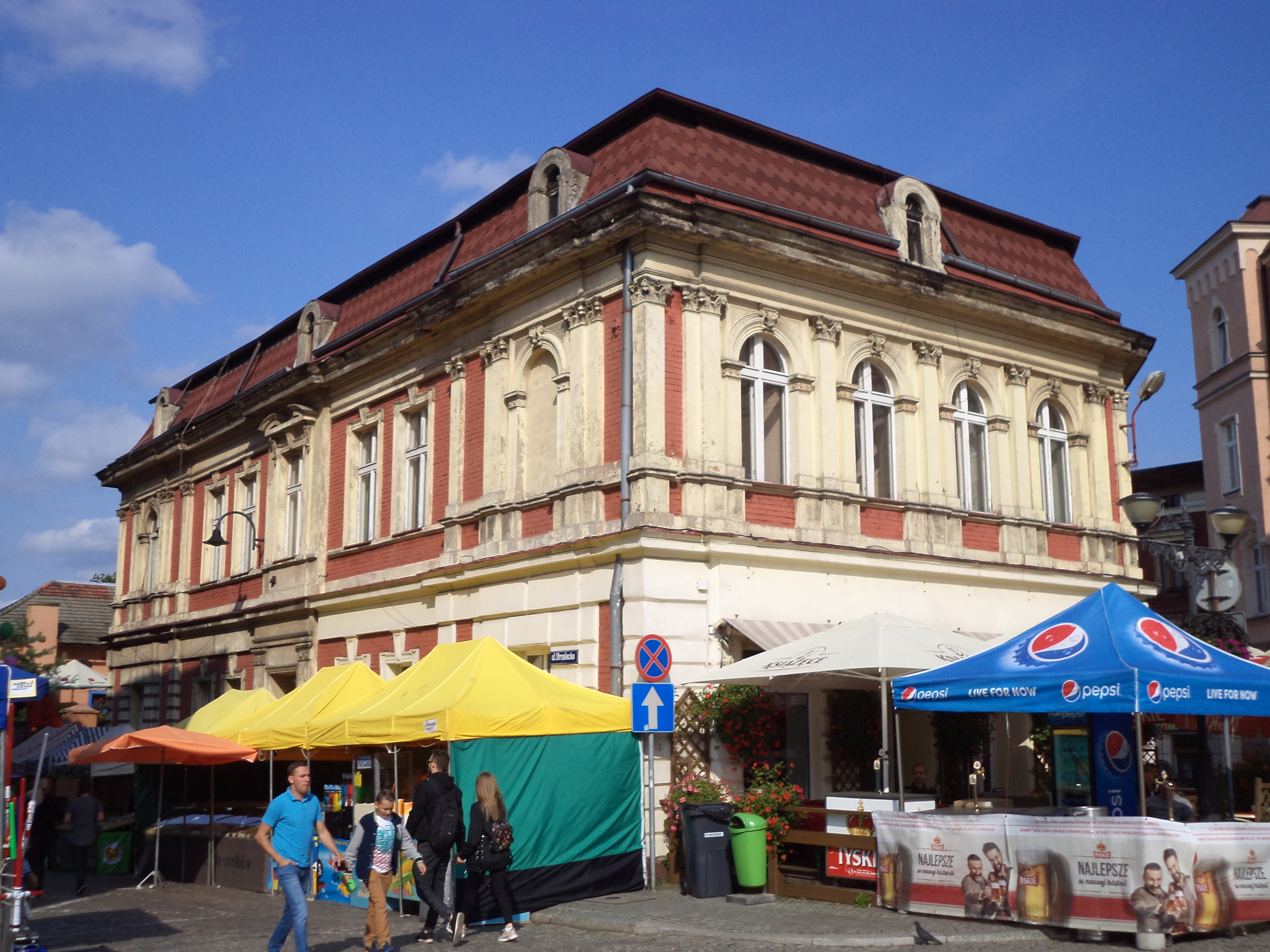
Kamienica podczas Gwarków Tarnogórskich (2017)